# Массімо Паллоттіно
Массімо Паллоттіно (італ. Massimo Pallottino; 9 листопада 1909, Рим — 7 лютого 1995, Рим) — італійський археолог і лінгвіст, один із найвідоміших дослідників етруської мови і культури етрусків, а також інших історичних культур Італії. У 1964 році відкрив двомовні таблички із Піргі, серйозно розвинувши дослідження етруської мови. Заснував у Італії Національний інститут етрускології.
У 1931 році захистив дисертацію. Він брав участь у створенні Національного інституту етруських і італійських досліджень і його журналу «Етруські дослідження» (італ. Studi Etruschi).
У 1933 р. працював інспектором в Управлінні старожитностей Риму, став директором музею Вілла Джулія.
Член Німецького археологічного інституту, Академії надписів та красного письменства.
Нагороджений премією Бальцана (1982), премією Еразмус (1984).